# Pseudopanurgus velutinus
Pseudopanurgus velutinus är en biart som beskrevs av Timberlake 1973. Pseudopanurgus velutinus ingår i släktet Pseudopanurgus och familjen grävbin. Inga underarter finns listade i Catalogue of Life.